# Frohburg (Adelsgeschlecht)

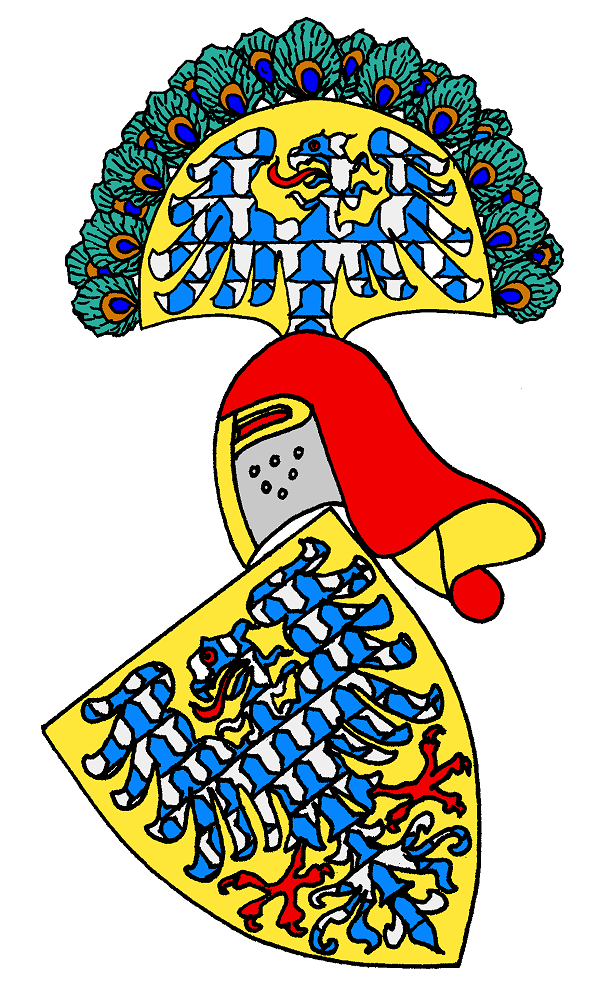
Stammwappen der Grafen von Frohburg

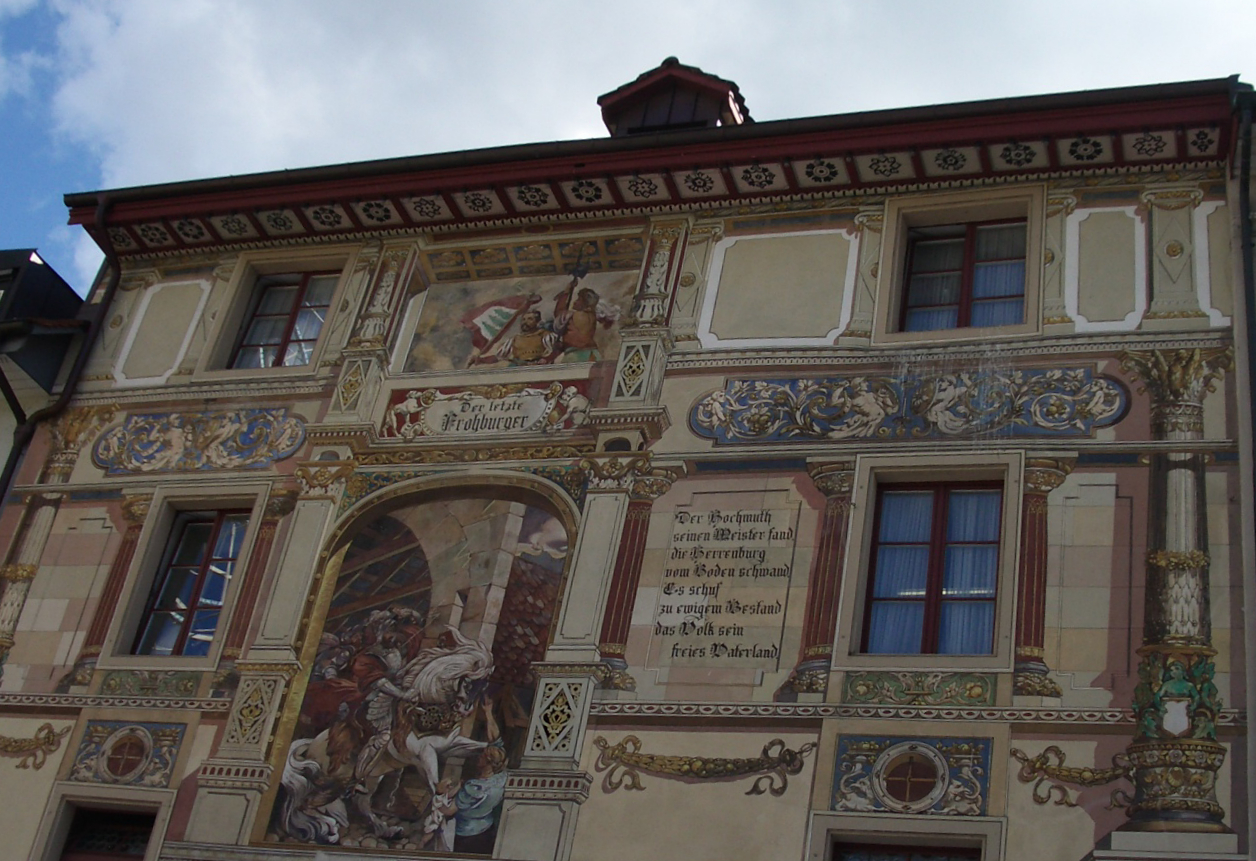
Der letzte Frohburger. Fassadenmalerei in Olten

Die Grafen von Frohburg (früher manchmal auch Froburg geschrieben) waren im Mittelalter ein bedeutendes Hochadelsgeschlecht in der Nordwestschweiz. Ursprünglich stammten sie aus dem Wiggertal aus der Gegend um Zofingen. Im 10. Jahrhundert liessen sie auf einem Höhenzug oberhalb von Trimbach, nahe der Strasse über den unteren Hauenstein, die Frohburg errichten.

## Geschichte
Seit dem späten 11. Jahrhundert erscheint die Familie als Grafen von Frohburg in den Urkunden. Das Geschlecht leitete seinen Namen von der Burg ab. Die Frohburger herrschten über den Buchsgau (die Gegend zwischen Olten und Solothurn) sowie über einen Teil des Aargaus und des Sisgaus, ein Lehen des Fürstbistums Basel.
Ende des 12. und zu Beginn des 13. Jahrhunderts liessen sie zur Sicherung ihres Machtbereichs zahlreiche weitere Burgen errichten, unter anderen die Birseckburgen. Ausserdem gründeten sie die Städte Aarburg, Liestal, Olten, Waldenburg, Wiedlisbach und Zofingen. Die Stadt Fridau auf dem Gebiet der heutigen Gemeinde Fulenbach wurde 1375 durch die Gugler zerstört, die Stadt Falkenstein ging im Dorf Balsthal auf. In der Nähe von Waldenburg errichteten die Frohburger das Kloster Schönthal.
Um 1250 spaltete sich die Familie in die Linien Neu-Homberg, Waldenburg und Zofingen. In ihrem Gefolge, nach der Teilung im Gefolge der Grafen von Neu-Homberg, befand sich das Ministerialengeschlecht der Marschalk von Frohburg, die ihren Sitz zuerst auf der Stammburg der Grafen hatten. Später wechselten sie auf den Wartenberg bei Muttenz (vermutlich die hintere Burg) und nannten sich Marschalk von Wartenberg.
Der Schweizer Historiker Aegidius Tschudi († 1572) stellte die These auf, dass Gertrud von Hohenberg, die Ehefrau Königs Rudolf von Habsburg, nicht aus dem Hause Hohenberg wie allgemein angenommen wird, sondern aus dem Hause Homberg-Frohburg stammt. Gemäss Tschudi war Gertrud die Tochter des Grafen Ludwig und die Schwester von Graf Hartmann und Graf Herman IV. Wie es jedoch kam, dass sich Gertrud (angeblich) auch von Hohenberg nannte, bleibt zu klären. Die Grafschaft Homberg kam nämlich erst durch Heirat ihres (von Tschudi vermuteten) Bruders Herman IV. mit der Erbtochter des Grafen Werner III. von Homberg an die Frohburger. Zweifelsfrei widerlegt wird die Theorie Tschudis durch eine Urkunde vom 27. Februar 1271. Darin verkauft ihr Ehemann Rudolf, Graf von Kyburg und Habsburg dem Kloster St. Märgen einen Hof in Tiengen (Freiburg im Breisgau), der ihm als Heiratsgut seiner Gemahlin Gertrud – Nobilis mulieris Gertrudis uxoris – von Hohenberg verpfändet war. Dieser Transaktion stimmten die Brüder Gertruds … Nobilium virorum fratrum suorum Alberti, Burchardi et Vlrici Comitum de Hohinberg (Grafen von Hohenberg) ausdrücklich zu.
Die Zofinger Linie starb 1307 aus, die Neu-Homberger Linie 1325. Die Waldenburger Linie büsste wenig später ihre Machtposition ein und sah sich gezwungen, ihre Besitzungen Stück für Stück zu verkaufen, den grössten Teil davon an ihre aufstrebenden Verwandten, die Habsburger. Die einzelnen Gebäude der Stammburg wurden mit der Zeit aufgegeben und zerfielen. Hermann VI., der letzte Graf von Frohburg, starb 1367 als Abt des Klosters St. Urban ohne männliche Nachkommen.

## Wappen
Blasonierung: In Gold ein rot bewehrter und gezungten Adler von Eisenhutfeh.
Das Wappen wird heute von der Gemeinde Waldenburg BL geführt.

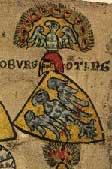
Wappen der Froburg – Zürcher Wappenrolle (ca. 1340)
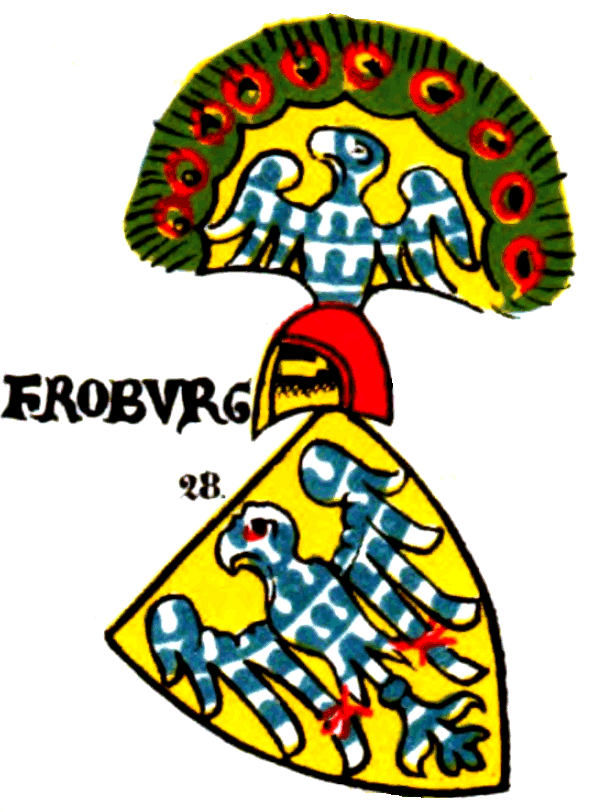
Wappen der Froburg in der Zürcher Wappenrolle (Runge, 1860)

## Stammliste
Stammliste der Grafen von Frohburg und ihrer Seitenlinien Frohburg-Zofingen, Frohburg-Waldenburg und Neu-Homberg.
1. Adalbero (erw. 1028), Graf im Breisgau
  1. Volmar I. (* 1050; † 1114) ⚭ Sophie von Pfirt (* 1060), Tochter von Ludwig von Mousson (aus dem Haus Scarponnois)
    1. Adalbero I. (erw. 1095; † vor 1152) ⚭ Sophia von Lenzburg (?)
      1. Volmar II. (erw. 1143; † nach 1175)
        1. Hermann II. (erw. 1160; † 1211/1213; Abstammung ungewiss) ⚭ ? von Kyburg
          1. Ludwig III. (erw. 1196; † 1256/1259, beigesetzt in Zofingen), Begründer der Linie Frohburg-Zofingen
          2. Hermann III. († 1236/1237), Begründer der Linie Frohburg-Waldenburg
          3. Albert (erw. 1226; † zwischen 6. Juli 1242 und 30. Juni 1243), Propst von Zofingen, Gubernator der Fürstabtei Murbach
          4. Volmar III. († vor 1226)
          5. Richenza (erw. 1213–1267) ⚭ Berchtold von Neuenburg (erw. 1201; † 20. August 1261)
          6. Sophia (Abstammung ungewiss) ⚭ Rudolf II. von Thierstein (erw. 1243–1262)
          7. Ulrich (erw. 1223; Abstammung ungewiss), Graf von Frohburg (und Abt Kloster Frienisberg, ungewiss)
          8. Tochter (Abstammung ungewiss) ⚭ ? von Bechburg

        2. Arnold (erw. 1194; † 31. März 1216), Fürstabt des Klosters Murbach
        3. Gepa (Abstammung ungewiss) ⚭ Rudolf I. von Thierstein (erw. 1173; † vor 29. August 1231)
        4. Heilwig († um 1183; Abstammung ungewiss) ⚭ Berthold IV. von Zähringen († 8. Oktober 1186)

      2. Ludwig II., genannt Garewart[5] (erw. 1145–1179), Bischof von Basel
      3. Sophia ⚭ Markwart von Rothenburg
      4. Konrad (erw. 1164; † nach 20. November 1192; Abstammung ungewiss), Domherr zu Würzburg und Propst zu St. Marien in Mainz

    2. Hermann I. (erw. 1095–1125)

### Linie Frohburg-Zofingen
1. Ludwig III. (erw. 1196; † 1256/1259, beigesetzt in Zofingen) ⚭ Gertrud (erw. 1223–1241), Tochter von Graf Rudolf II. von Habsburg und Agnes von Staufen
  1. Hermann IV. (erw. 1223; † vor 15. Mai 1253), Begründer der Linie Frohburg-Homberg
  2. Gertrud (erw. 1245, † 1274)[6]
  3. Rudolf (erw. 1237; † 28. September 1272), Leutpriester in Onoldswil, Propst in Zofingen und Beromünster, Chorherr in Basel und Konstanz
  4. Ludwig IV. (erw. 1239–1257), Graf
  5. Hartmann (erw. 1240; † zwischen 23. Juni 1281 und 6. Dezember 1285), Graf ⚭ 1. Clementa († vor 1263), kinderlos; 2. Ita von Wolhusen (erw. 1280–1299)
    1. Ludwig VI. (erw. 1280–1307)
    2. Markwart (erw. 1286; † 26. November 1317), Junker, Chorherr in Zofingen
    3. Elisabeth (erw. 1286–1327) ⚭ 1. (Dispens 4.° 21. Mai 1302) Graf Hermann IV. von Sulz (erw. 1302; † vor 10. September 1311); 2. Herzog Lutzmann VI. von Teck († zwischen Juni 1332 und 18. Januar 1334)

  6. Tochter (Gerin?[7])(erw. 1279, Abstammung ungewiss), Nonne im Kloster Paradies ⚭ Anshelm von Rappoltstein

### Linie Frohburg-Waldenburg
1. Hermann III. († 1236/1237), Graf ⚭ Heilwig von Habsburg († nach 11. Oktober 1263)
  1. Ludwig V. (erw. 1240; † 22. November 1279), Graf ⚭ Agnes von Bechburg (erw. 1263–1292)
    1. Hermann V. (erw. 1275–1291), Graf
    2. Volmar IV. (erw. 1280; † 20. Januar 1320), Graf und Landgraf im Buchsgau ⚭ Katharina von Toggenburg († vor 18. Februar 1313)
      1. Johann (erw. 1318; † zwischen 20. Januar und April 1366), Graf und Landgraf im Buchsgau ⚭ vor 3. November 1326 (Dispens 4.° vom 15. Juni 1327) Adelheid von Ramstein († zwischen 17. Oktober 1367 und 29. Mai 1371)
      2. Hermann VI.[8] (erw. 1320; † 19. Oktober 1367), Graf, Abt des Klosters St. Urban, Letzter der Grafen von Frohburg
      3. Uol (unehelich, erw. 1386, † vor 6. Februar 1422), Junker

    3. weitere Kinder (erw. 1295)

  2. Sophie von Frohburg († nach 30. November 1291) ⚭ vor 6. Juli 1249 Walther III. von Klingen (am 26. Dezember 1239 volljährig; † 1. März 1286)[9]
  3. Volmar (erw. 1259)

### Linie Frohburg-Homberg

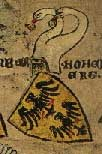
Wappen der Grafen von Homberg – Zürcher Wappenrolle

1. Hermann IV. von Frohburg (erw. 1223; † vor 15. Mai 1253) ⚭ ? von Homberg, Erbtochter von Graf Werner III. von Homberg
  1. Friedrich von Homberg († am 8. Februar vor 1285)
    1. hinterliess Kinder

  2. Wernher I. von Homberg (erw. 1254; † 6. Februar 1273) ⚭ Kunigunde († 20. September)
    1. Hermann II. von Homberg (erw. 1275; † 19. November 1303)
    2. Ita von Homberg (erw. 1284; † 1328) ⚭ Friedrich IV. von Toggenburg († 15. November 1315 in der Schlacht am Morgarten)

  3. Ludwig I. von Homberg (erw. 1268; † am 27. April 1289 in der Schlacht bei der Schosshalde, beigesetzt in Wettingen) ⚭ vor 15. Januar 1283 Elisabeth von Rapperswil, Erbtochter ihres Vaters Rudolf von Rapperswil (* 1251/1261; † 10. April 1309) ⚭ 2. Ehe mit Rudolf III. von Habsburg-Laufenburg
    1. Wernher II. von Homberg, Graf (* 1284; † 21. März 1320[10]) ⚭ Maria von Oettingen († 10. Juni 1369) (Witwe des Rudolf III. von Habsburg-Laufenburg,[11] die in dritter Ehe nach Werners Tod mit Rudolf IV. von Baden verheiratet war)
      1. Wernher III. von Homberg, genannt Wernli, Letzter der Neu-Homberg (* 1316; † zwischen 30. März und 22. September 1323)
      2. Peter, unehelich († nach 4. März 1327)

    2. Cäcilia von Homberg (erw. 1286–1338), Priorin von Oetenbach
    3. Anna von Homberg (erw. 1286–1286)
    4. Rudolf von Homberg (erw. 1289; † zwischen 14. Januar 1304 und 25. Oktober 1306)
    5. Ludwig II. von Homberg, Graf (erw. 1293; † 1315)
    6. Klara von Homberg (erw. 1293–1305) ⚭ vor 29. Juli 1305 Egino V. von Matsch, Vogt von Matsch († nach 30. November 1341)

  4. Tochter ?Anna († 1281) ⚭ Heinrich III. von Rappoltstein (erw. 1260–1275; † 1279)(siehe Rappolsteiner Chronik)

### Weitere Personen

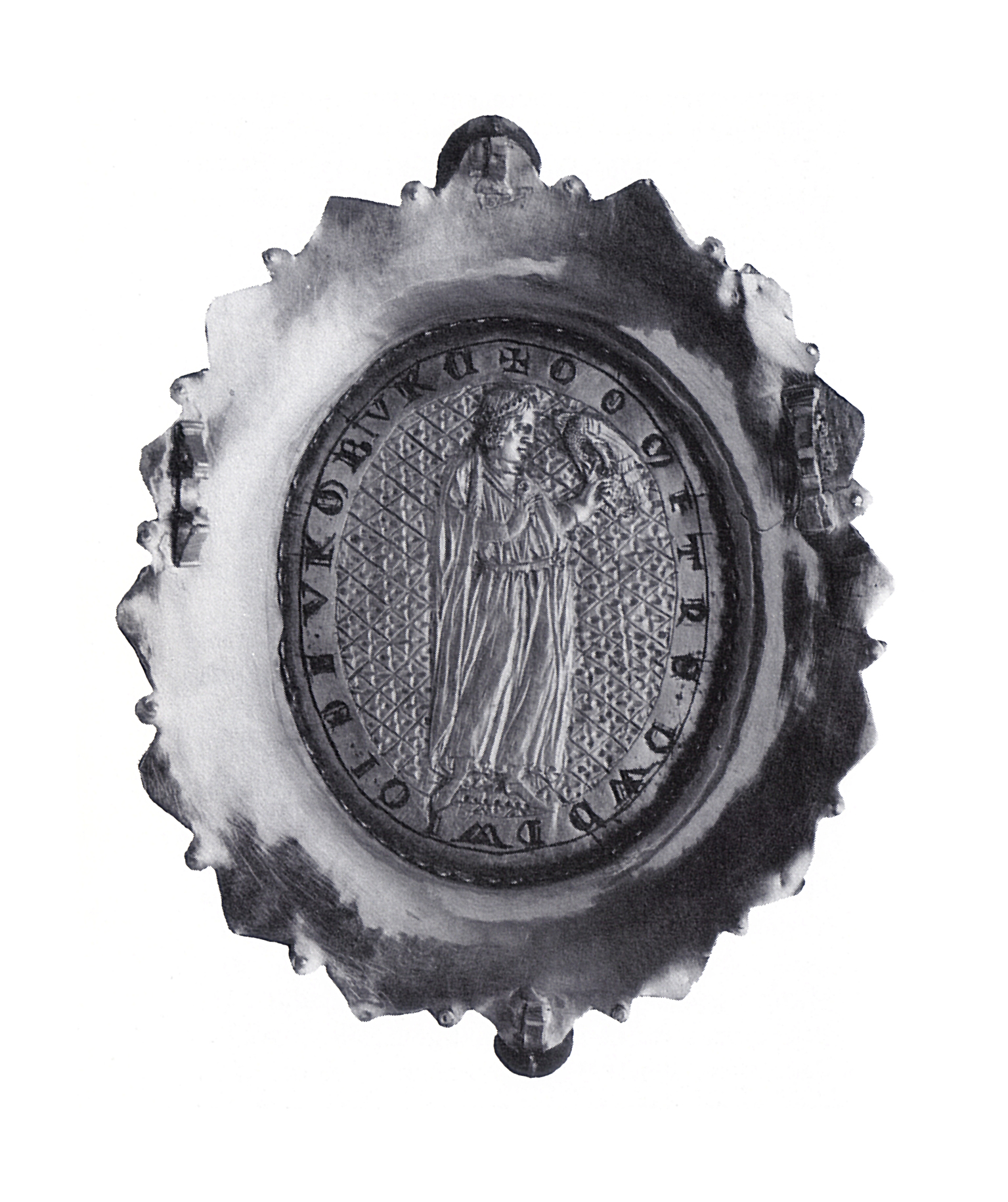
Graf Ludwig von Frohburg, dargestellt als Falkner und bezeichnet als Besitzer des Onyx von Schaffhausen, Silbergravur auf der Rückseite

1. Wolfrad von Frohburg († 1095)
  1. Ludwig I. (erw. 1098–1114), Graf
    1. Ortlieb[12] (erw. 1136; † 1164), Bischof von Basel

  2. Gero (erw. 1101–1121), Abt des Klosters Einsiedeln
  3. Volmar (erw. 1114), Graf
  4. Adalbero III. (erw. 1130; † 1137), Bischof von Basel

- Gertrud von Frohburg (?) ⚭ Ulrich III. von Neuenburg-Nidau (erw. 1182; † 1225/1226)

## Belege